# Fort Lauderdale-Hollywood International Airport
Fort Lauderdale-Hollywood International Airport is een vliegveld 5 km ten zuidwesten van het centrum van Fort Lauderdale. Het vliegveld ligt ook dicht bij de stad Hollywood. In 2011 verwerkte de luchthaven 23 miljoen passagiers.
De luchthaven heeft 4 terminals met in totaal 57 gates.
Op 6 januari 2017 werd er een aanslag gepleegd waarbij vijf mensen omkwamen.

## Externe link

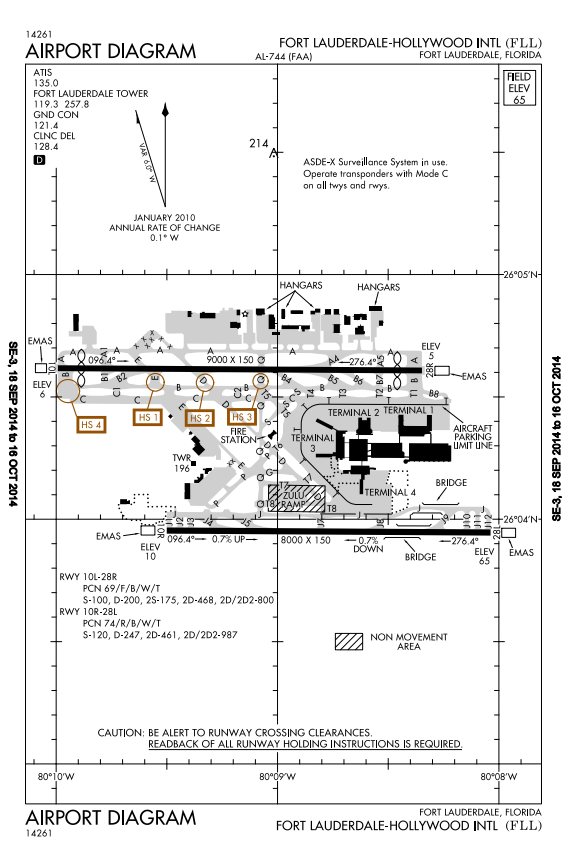
Plattegrond van FLL